# 11082 Спілліарт
11082 Спілліарт (11082 Spilliaert) — астероїд головного поясу, відкритий 14 травня 1993 року.
Тіссеранів параметр щодо Юпітера — 3,148.
Названо на честь бельгійського художника-символіста Леона Спілліарта (нід. Leon Spilliaert, 1881–1946).